# Edicola di Santa Maria Nascente
L'edicola di Santa Maria Nascente è un capitello votivo situato a Busto Arsizio, in piazza Trento e Trieste all'imbocco di via Daniele Crespi.

## Storia
Non è nota la data di costruzione della prima cappella, ma è certo che nel 1862 venne demolito un vecchio sacello dedicato alla Madonna per permettere la realizzazione dell'attuale via Daniele Crespi e la sistemazione della piazza dell'Asilo (oggi piazza Trento e Trieste). Due anni più tardi, grazie al volere del Consorzio della Madonnina, associazione laica sorta intorno al vecchio sacello, e del canonico don Luigi Airoldi, venne edificata una nuova cappella intitolata alla Natività di Maria.

## Architettura
L'edicola si colloca inglobata in un ampio caseggiato che fa d'angolo tra la via Crespi e la piazza. Ciò che si vede immediatamente dalla strada è un cancello in ferro che chiude la piccola aula della cappella, il quale è sovrastato da un timpano posto sopra una trabeazione che reca la scritta "Mariæ Nascenti". All'interno del timpano è raffigurata l'immagine di un santo vescovo, forse San Barnaba, che era raffigurato anche nell'antica cappella.
All'interno dell'edicola si trovano raffigurazioni della Vergine col Bambino, al centro sopra l'altare in marmo, alla quale rendono omaggio i santi Sebastiano e Rocco, i quali erano raffigurati anche nella non distante cappella di Sant'Ambrogio in Canton Santo. Alla base del dipinto si trovano immagini relative alla peste del 1630, in quanto lì vicino, presso la chiesa di San Gregorio Magno in Camposanto, sorgeva il lazzaretto del borgo.
Sulle pareti laterali si trovano dipinti, a sinistra, san Luigi e sant'Antonio abate, e a destra san Gaetano e san Grato. Sul soffitto sono invece raffigurati degli angeli osannanti. Tutti questi dipinti sono stati col tempo deturpati da rifacimenti di dubbia qualità. L'unico dipinto rimasto intatto è il tondo nel palio d'altare che raffigura la Natività di Maria.